# Argenç
Argenç era una antiga mesura de pes catalana que en termes generals equivalia a una setzena part d'una unça, i com que 12 unces juntes feien 1 lliura la relació era 1 lliura = 192 argenços. Al seu torn l'argenç es dividia en trenta-sis grans. De totes maneres variava segons la matèria de la qual es tractés:

## Altres casos
Les equivalències canviaven quan hom es referia a l'or. Llavors indicava la divisió ponderada de la lliura: Una lliura d'or equivalia a dotze unces, i aleshores cada unça eren catorze argenços, fent que la relació fos d'1 lliura = 168 argenços. (Tot i que amb el sistema carolingi dels sous una lliura equivalia a 20 sous i aleshores cada sou eren 8 argenços)
Cal tenir en compte que al Pallars, l'Urgell i la Ribagorça si es parlava de plata el terme argenç era sinònim del diner, però només entre el segle ix i XI; i també en aquesta àrea i temps s'anomenava argençada al valor d'un argenç pagat en espècies en comptes de en monedes. En altres contextos també podia voler dir simplement "peça de plata".